# Xadrez avançado
Xadrez avançado é uma nova forma de xadrez, em que cada jogador humano usa um programa de xadrez por computador para ajudá-lo a explorar os possíveis resultados dos movimentos do seu oponente. Os jogadores humanos, apesar da assistência do computador, ainda estão totalmente no controle de quais movimentos o seu time (de um homem e uma máquina) fazem.
A modalidade, também chamada de xadrez ciborgue ou xadrez centauro foi introduzida primeiramente pelo GM Garry Kasparov, com o objetivo de um jogador humano com auxílio de um computador jogar como um time contra outro par semelhante.
Muitos proponentes avançados de xadrez sublinharam que o xadrez avançado tem méritos em:
- aumentar os níveis do jogador para alturas nunca vista antes no xadrez;
- produzir jogos livres de mancadas com a qualidade e a beleza de ambos: um jogo tático perfeito e planos estratégicos altamente significativos; e
- oferecer ao público a possibilidade de visualizar os processos de pensamentos de fortes jogadores humanos bem como de programas de xadrez por computador, e as combinações destes.

Uma variação do xadrez avançado é o xadrez de estilo livre, onde também estão autorizados os times de consulta. É comum em xadrez avançado que times de um homem e uma máquina participem de torneios de estilo livre. Estes torneios são frequentemente mais informais do que os torneios de xadrez normais, embora o nível de jogo possa ser significativamente maior.

## História

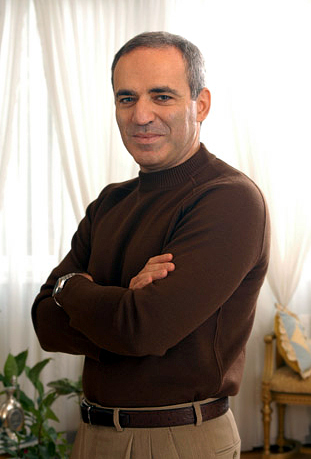
O ex-campeão mundial de xadrez Garry Kasparov, inventor do xadrez avançado.

O conceito foi cunhado em 1970: Citação: "Uma possibilidade interessante que surge a partir de recursos da força bruta de programas de xadrez contemporâneas é a introdução de uma nova marca de xadrez por consulta em que a parceria é entre homem e máquina." O conceito de torneios de xadrez assistido por computador se originou na ficção científica notavelmente em The Peace War (A Guerra da Paz), escrito por Vernor Vinge em 1984.
O GM e ex-campeão mundial Garry Kasparov, que se aposentou do xadrez competitivo em 2005, tem uma longa história em eventos de jogos de "Homem contra Máquina". Dentre os mais importantes são seus jogos contra o Deep Blue, um computador da IBM, com Kasparov sendo derrotado em fevereiro de 1996, porém vencendo a disputa por 4-2 em 6 jogos, mas perdendo a disputa por 3,5-2,5 na revanche de maio de 1997. O primeiro jogo de 1996 manteve-se famoso, porém, por ter sido o primeiro jogo na história do xadrez em que um campeão mundial de Xadrez foi derrotado por um computador. Após este célebre jogo e muitas outras partidas contra computadores, Garry Kasparov teve a ideia de inventar uma nova forma de xadrez no qual os seres humanos e computadores cooperam, em vez de competir um com o outro. Kasparov nomeou esta forma de xadrez de "xadrez avançado".
O primeiro evento de xadrez avançado foi realizado em junho de 1998, em León, Espanha. Ele foi jogado entre Garry Kasparov, que estava usando o Fritz 5 e Veselin Topalov, que estava usando ChessBase 7.0. Os motores de análise utilizados, tais como Fritz, Hiarcs e Junior, foram integrados nestes dois programas, e poderiam ser acionados a um clique do mouse. Foi um conjunto de seis jogos, e foi providenciado com antecedência que os jogadores pudessem consultar os milhões de jogos do banco de dados apenas para a 3ª e 4ª partidas, e só usariam motores analíticos sem consultar os bancos de dados para os jogos restantes. O tempo disponível para cada jogador durante os jogos foi de 60 minutos. A partida terminou em um empate 3-3. Depois do torneio, Kasparov disse:
Citação: "Minha previsão parece ser verdade que no xadrez avançado está tudo acabado, uma vez que alguém recebe uma posição de vantagem. Esta experiência foi emocionante e ajudou espectadores a entender o que estava acontecendo. Foi bastante agradável e tomará um lugar muito grande e de prestígio no história do xadrez."
Os eventos têm sido realizados em Léon a cada ano, com alguma inconsistência depois de 2002. O GM indiano Viswanathan Anand é considerado o mais avançado jogador de xadrez avançado do mundo, vencendo três torneios consecutivos em Léon em 1999, 2000 e 2001, e depois perdendo o título para Vladimir Kramnik em 2002.

## Como é jogado
Ambos os jogadores sentam em uma sala típica de jogo de xadrez, equipado com computadores rápidos e com a mesma configuração de hardware. É dever dos organizadores do torneio de se certificar de que os jogadores estejam familiarizados com o hardware e software pertinentes. Ao contrário do xadrez tradicional, os jogadores geralmente enfrentam seus respectivos computadores. A cada jogador é normalmente atribuído uma hora de tempo para pensar (controle de tempo usado em todos os eventos de xadrez avançado em Leon), embora os regulamentos específicos do torneio possam variar em relação a este assunto.
Durante o jogo, os jogadores vão tipicamente formando planos estratégicos em suas mentes, então entram com as sequências candidatas de movimentos para o computador, para analisar e certificar-se de que não há mancadas e outros problemas possíveis. O jogador humano irá comparar os méritos de cada candidato sequência depois de ter visto a análise do computador, e pode até mesmo apresentar uma nova variação se o tempo permitir. O jogador vai fazer a jogada mais forte que ele criou (com ajuda do computador). Se houver dois ou mais movimentos que o computador considera de igual força (tais situações são freqüentes), o jogador humano vai usar suas próprias habilidades estratégicas e experiência e a capacidade de bom senso analítico para decidir qual jogada escolher. Os seres humanos são responsáveis durante todo o jogo, e são formalmente livres para jogar todos os movimentos que consideram o melhor, a seu próprio critério. Durante a abertura, os jogadores podem consultar uma base de dados grande sobre movimentos de abertura e variações, que contém informações sobre quem jogou uma variação particular, quando foi jogado, e com que sucesso, embora as regras de um determinado torneio possam proibir a utilização do banco de dados desta maneira.
Durante todo o jogo, os computadores têm sua imagem projetada em telas largas, possibilitando à audiência assistir como os mais fortes jogadores decidem sobre quais movimentos fazer e quais os seus planos. Tipicamente, tem um comentarista em uma sala separada, equipada com um computador idêntico ao dos jogadores. Desta forma, ele vai ajudar a audiência a entender os processos mentais dos jogadores mais fortes.
Esses torneio não são limitados aos GMs, qualquer um pode jogar, por vezes obtendo o mesmo sucesso dos grandes mestres. Ocasionalmente, alguns jogadores medianos atingem uma classificação alta com a ajuda dos softwares de xadrez que estão usando, e em mais raras ocasiões conseguem classificação mais altas que os GMs mais fortes.

## Times
Tem sido debatido, devido às peculiaridades da equipe humano-computador, se o ser humano deve ser considerado o jogador do xadrez avançado ou se a própria equipe é que deveria ser considerada. A visão predominante é de que é o ser humano quem faz a decisão final sobre a mudança do jogo e portanto ele é quem é o jogador do xadrez avançado. Alguns também argumentaram que o termo "jogador assistido por computador" não deve ser usado para um jogador, porque o elemento-chave é a cooperação e não a ajuda.

## Internet

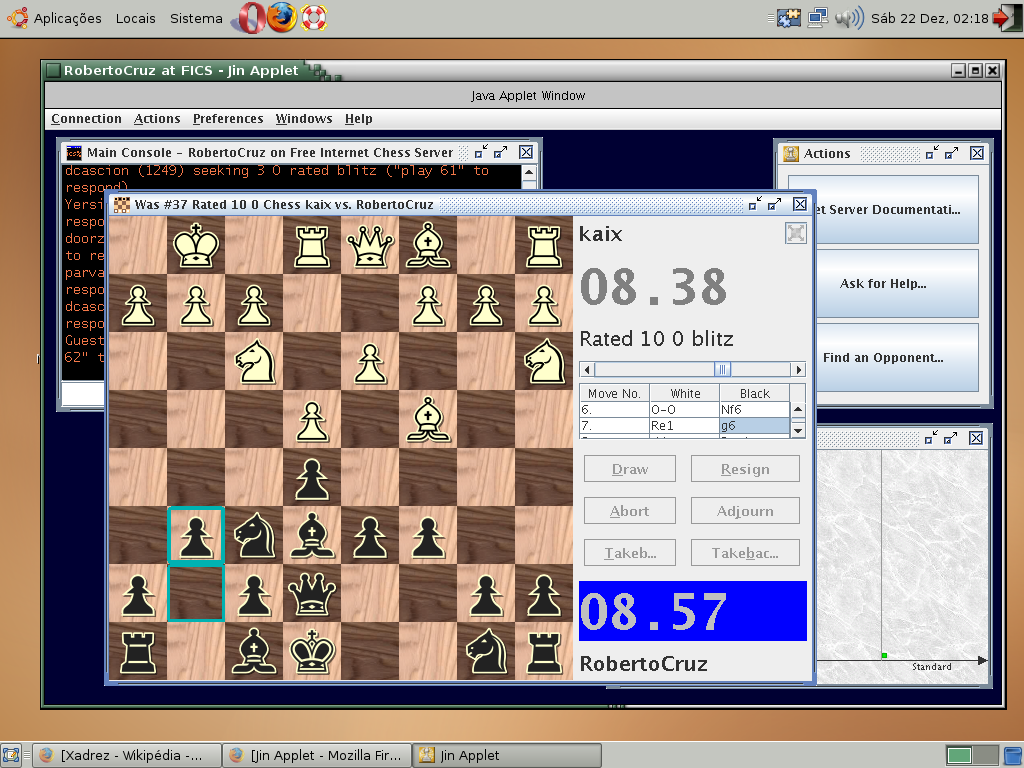
Uma partida de xadrez sendo disputada no Free Internet Chess Server. A plataforma é utilizada para a disputa de torneios de xadrez avançado pela internet.

Devido ao elevado número de servidores de Xadrez na Internet comerciais e livres, tornou-se possível para que todos possam jogar através da internet. Não houve xadrez avançado na internet por algum tempo, embora alguns sistemas de xadrez na internet regulamentaram esta forma de jogo.
A maior organização mundial para esta modalidade é a Advanced Chess Organization (CCO). A CCO organiza eventos, em sua maioria no Free Internet Chess Server (FICS) ou no website Cowplay. Não é necessário ser membro do CCO para participar nos seus torneios, embora a organização salienta que a adesão é altamente desejável. Eventos do CCO de xadrez avançado na internet geralmente empregam jogos sem classificação, porque esta modalidade ainda não é classificada pela maioria dos sistemas de xadrez na internet e o uso de computadores em jogos classificados é considerado como trapaça e são descartados. A CCO propõe introduzir uma terceira categoria, entre os jogadores existentes humanos e computadores, no qual o último é geralmente marcado por "(C)", e que os jogadores humanos de xadrez avançado devem ser associados com um sistema especial de classificação baseado no Rating ELO.
A tendência pode estar mudando, uma vez que o xadrez avançado é oferecido no servidor de xadrez por correspondência no FICGS.

## Torneioonline

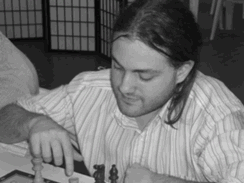
O italiano Eros Riccio participa dos dois times de xadrez avançado com maior rating ELO da atualidade.

Nos últimos anos, tem havido em todo o mundo uma série de torneios Freestyle Chess para centauros. Os mais importantes foram o torneio PAL/CSS Freestyle, patrocinado pelo Grupo PAL em Abu Dhabi (Emirados Árabes Unidos), que teve um alto nível de jogo e os vencedores, em ordem cronológica, foram: Zacks (Steven Cramton e Stephen Zackery, EUA), Zorchamp (Hydra (xadrez), Emirados Árabes Unidos), Rajlich (Vasik Rajlich, Hungria), Xakru (Jiri Dufek, Rep. Tcheca), Flying Saucers (Dagh Nielsen, Dinamarca), Rajlich (Vasik Rajlich, Hungria), Ibermax (Anson Williams, Inglaterra) e Ultima (Eros Riccio, Itália).
Torneios similares foram organizadas pelo servidor FICGS. O FICGS Freestyle Cup foi conquistado por Eros Riccio (1ª e 3ª edições), David Evans (2ª edição) e Alvin Alcala (4ª e 5ª edições). O Infinity Chess, servidor operado pelo CCGM Arno Nickel, organiza seus próprios circuitos e jogos de estilo livre: Welcome Freestyle Tournament, Christmas Freestyle Tournament, IC Freestyle Masters, Infinity Freestyle Tournament, Infinity Chess Freestyle Battle 2014 e o 1st Centaur Weekend Tourney 2015. Alvin Alcala, Eros Riccio, David Evans e Team Intagrand ganharam os circuitos mais recentes, organizados entre 2012 e 2015. Em 2015, o ICC realizou o seu próprio circuito de estilo livre apelidado como 1st Ultimate Chess Championship 2015, vencido por Alvin Alcala.
Com base nos resultados obtidos nos torneios de xadrez avançado, foi desenvolvido pela Infinity Chess um especial Rating ELO de centauros, que relacionou entre os três primeiros colocados Sephiroth (Eros Riccio) com 2755 pontos, seguido de Ultima (Eros Riccio) com 2715 pontos e o Rajlich (Vasik Rajlich) com 2712.

## Trapaças
Trapaças usando o computador em jogos online de xadrez são um problema, e não devem ser confundidas com o jogo de xadrez avançado.